# جون تشارلتون (مؤرخ)
جون تشارلتون (بالإنجليزية: John Charlton)‏ هو مؤرخ بريطاني، ولد في 1938.